# Gösta Gablick
Gösta Gablick (* 1966, aufgewachsen in Berlin-Pankow) ist ein Kunstschmied und Bildhauer, der sowohl als Künstler wie auch als Metallgestalter und Restaurator tätig ist.

## Leben
Gablick absolvierte 1982 bis 1985 eine Kunstschmiedelehre im Volkseigenen Betrieb Kunstschmiede Berlin, wo er anschließend auch in der Metallgestaltung und Restaurierung tätig war. 1987 bis 1991 schloss er eine Meisterausbildung an. Von 1986 bis 1991 nahm Gablick zudem Zeichen- und Malunterricht im Studio Bildende Kunst Baumschulenweg. Ab 1986 folgten Ausstellungen in Berlin, Paris, Düsseldorf, der Tschechischen Republik und der Schweiz sowie Studien- und Arbeitsaufenthalte in Israel, Italien, den USA, Liechtenstein, Norwegen und der Schweiz. Seit 1991 betreibt Gösta sein eigenes Schmiedeatelier im Berliner Ortsteil Rosenthal.
Gablick arbeitet als Metallgestalter, Restaurateur und Bildhauer, der in seine künstlerische Arbeit auch Metallgusstechniken, Blattvergoldung sowie Glasgestaltung einbezieht. Er hat in den mehr als vier Jahrzehnten seiner bisherigen Tätigkeit mehrere Diskotheken und Restaurants am Kurfürstendamm in Berlin gestaltet sowie auch verschiedene Skulpturen im öffentlichen Raum für das Bezirksamt Lichtenberg-Hohenschönhausen geschaffen. Außerdem hat er die Skulpturen Aufbauhelfer von Fritz Cremer, Freundinnen von Werner Stötzer sowie Heinrich Heine von Waldemar Grzimek im Volkspark am Weinbergsweg restauriert. Darüber hinaus wirkte Gablick auch an der Restaurierung der Weidendammer Brücke in Berlin, der Rekonstruktion der Toranlage der Wasserbetriebe an der Landsberger Allee nach historischem Vorbild sowie an der Rekonstruktion der Zaunanlage der Humboldt-Universität zu Berlin und der Restaurierung bzw. Rekonstruktion historischer Fenstergitter der Charité mit.
Eine umfassende Werkschau seiner künstlerischen Arbeiten war 2024 im Schloss Schönhausen in Berlin zu sehen, inklusive seines ebenso komplexen wie filigranen Hauptwerks Der fliegende Fisch nach Motiven der Jugendstilkünstlerin Ilna Ewers-Wunderwald.

## Preise
Gablick hat verschiedene Preise gewonnen. 1992 gewann er den internationalen Schmiede-Wettbewerb Hefaiston, der jährlich in Tschechien ausgetragen wird. 2001 sowie 2011 belegte er jeweils einen zweiten Platz in der Einzelwertung bei der Weltmeisterschaft der Schmiede im italienischen Stia, wo er 2015 zudem einen dritten Platz ebenfalls in der Einzelwertung erreichte.